# Mahahual
Mahahual é um pequeno povoado no município de Othón P. Blanco no estado mexicano de Quintana Roo. O pequeno povoado está localizado numa área turística em desenvolvimento conhecida como Costa Maya. Mahahual está situado na costa do mar do Caribe dentro de uma reserva natural, a reserva de Xcalak. O pequeno povoado conta com 282 habitantes.
Mahahual, assim como toda a costa Maya, foi prejudicado pela passagem do furacão Dean pela região em Julho de 2007, causando intensa destruição na infra-estrutura e afetando profundamente a economia da região.